# Delahaye Type 129
Der Delahaye Type 129 ist ein Lkw-Modell aus den 1930er Jahren. Hersteller war Automobiles Delahaye in Frankreich.

## Beschreibung
Die Fahrzeuge wurden zwischen 1931 und 1936 hergestellt. Es gab die Ausführungen Type 129, Type 129 A und Type 129 P.
Die Fahrzeuge entsprachen weitgehend dem Delahaye Type 119, dessen Ottomotor beim Type 129 durch einen Sechszylinder-Dieselmotor ersetzt wurde, der in Frankreich mit 22 CV eingestuft war. Die Nutzlast beträgt bei den ersten Modellen 8 Tonnen, bei den letzten 9 Tonnen. Ferner gab es eine Variante als Dreiachser mit 15 Tonnen Nutzlast.
Die Dieselmotoren kamen zunächst von Fiat S.p.A. und waren vom Typ 255, ihre Bohrung betrug 115, der Hub 160 mm, der Hubraum also 9971 cm³. Später kamen Dieselmotoren von L. Gardner and Sons zum Einbau.